# Paunka Todorova
Paunka Todorova (en búlgaro: Паунка Тодорова; nacida el 26 de enero de 1930) es una ajedrecista búlgara. Fue dos veces ganadora del Campeonato Búlgaro Femenino de Ajedrez (en 1955 y 1964).

## Biografía
Desde mediados de los años cincuenta hasta finales de los sesenta, Paunka Todorova fue una de las jugadoras búlgaras más destacadas del ajedrez femenino. Ganó en los Campeonatos Búlgaros de Ajedrez Femenino seis medallas: dos de oro (1955, 1964), una de plata (1970) y tres de bronce (1951, 1952, 1954). En 1958, Paunka Todorova ganó el tercer lugar en el torneo internacional de ajedrez femenino en Bela Crkva. En 1959, participó en el Torneo de Candidatas del Campeonato Mundial Femenino de Ajedrez en Plovdiv y ocupó el puesto 14º.
Paunka Todorova jugó para Bulgaria en la Olimpiada del Ajedrez Femenino:
- En 1963, en el primer tablero de reserva en la 2.ª Olimpiada de Ajedrez (mujeres) en Split (+1, =1, -2).

Detuvo su carrera de ajedrecista en 1978.